# Solanum sessiliflorum
Tomate chauve-souris, Cocona
Espèce
Synonymes
- Solanum arecunarum Pittier
- Solanum georgicum R.E. Schult.
- Solanum topiro Dunal[2],[3]

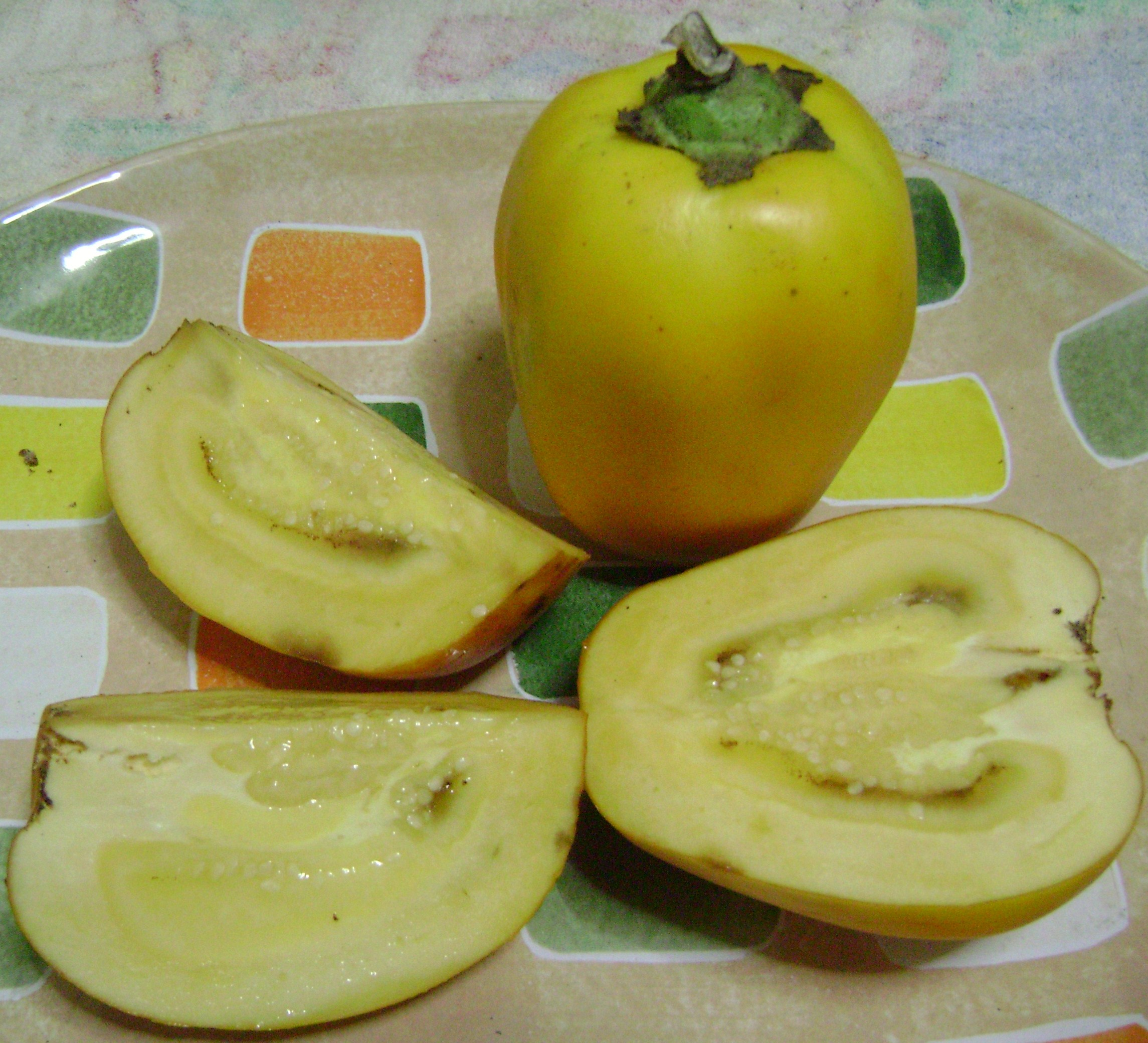
Fruits de cocona mûrs prêts à être consommés.

Solanum sessiliflorum, appelé cocona en Guyane ou  tomate chauve-souris, est une espèce de plantes à fleurs de la famille des Solanaceae. C'est un arbuste tropical que l'on rencontre principalement en Amérique du Sud en bordure de la région amazonienne, comme dans la province de Purús à l'Est du Pérou.

## Description
C'est un arbuste dont les grosses branches robustes portent des feuilles dentées et velues. Son fruit est une baie comestible, rouge, orange ou jaune. 
Il ressemble à plusieurs espèces proches comme la naranjille ou le pseudolulo, mais ne porte généralement pas d'épines. Il ne présente par ailleurs pas la coloration violette caractéristique des naranjilles. Ses fleurs ressemblent à celles de la pomme de terre en plus gros, et avec des pétales vert clair. Il peut s'hybrider avec d'autres Solanum spp. proches.
Solanum georgicum et Solanum hyporhodium ont été (et sont parfois encore) inclus dans cette espèce, mais, aujourd'hui, ils sont généralement considérés comme distincts.

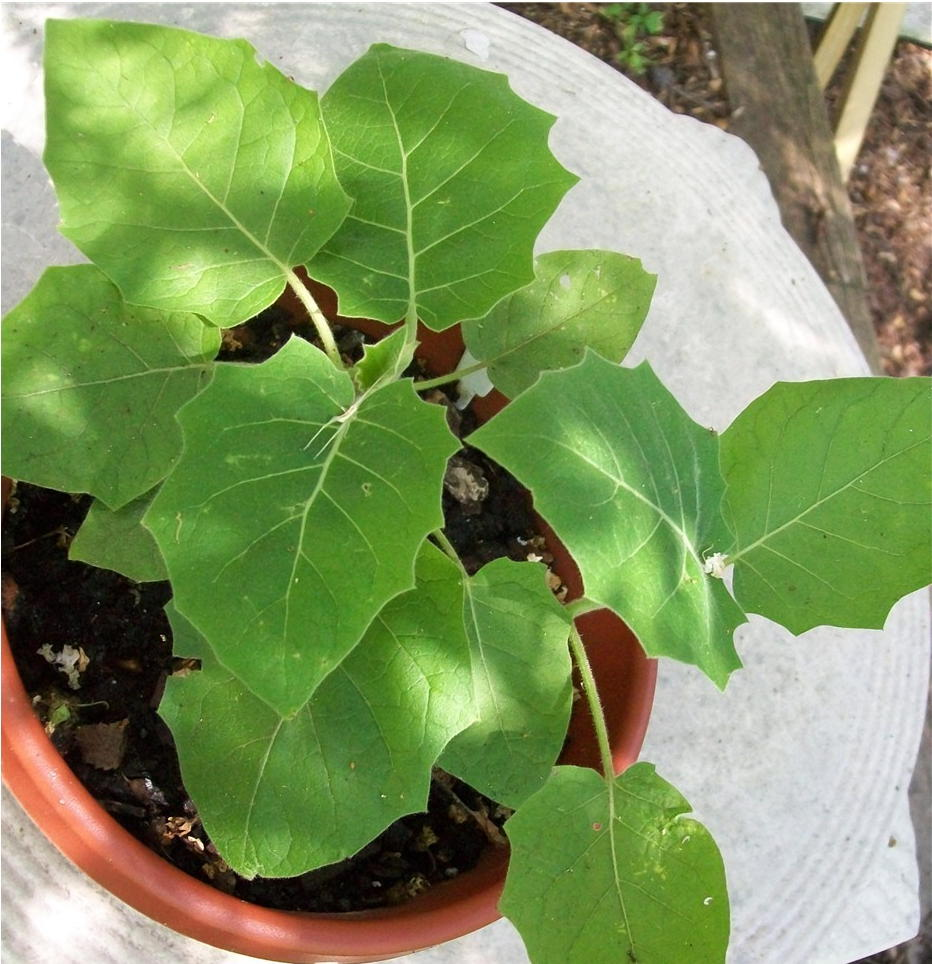
Plantule de cocona âgée de 6 mois.

## Noms vernaculaires
Comme toute espèce domestiquée, Solanum sessiliflorum porte divers noms vernaculaires dans différentes langues et contrées :
- anglais - cocona[6], orinoco apple, peach tomato, topiro
- Brésil - cocona, cubiu, maná, tomate-de-Indio (portugais)
- Colombie - be-tá-ka (cubeo), cocona de-twá (taiwano, tatuya), coconilla, lulo, tupiru
- Français - tomate chauve-souris
- Guyana - orinoco apple
- Hongrois - orinoco-paradicsom
- Pérou - cocona, kukush
- Espagne - topiro
- Suédois - topiro
- Venezuela - pupú (pemon), tupiru

## Utilisations
Originaire de la région andine de l'Amérique du Sud, où il est parfois cultivé pour la consommation humaine. Dans l'émission Survivorman de Discovery Channel à l'occasion d'une incursion dans la région amazonienne fin 2007, le fruit a été décrit comme une "explosion de saveurs", avec un goût entre le citron et la tomate. Il peut être consommé frais pelé ou en salade de fruits, ou cuisiné avec du poisson ou de la viande, en sauce, ou dans des gâteaux (en remplacement des pommes), en confiture ou en bonbons. On en fait également un jus rafraichissant après adjonction de sucre. Les jeunes feuilles sont aussi cuisinées en légume-feuille. Le fruit est riche en fer, niacine, en vitamines A et C.
Dans les médecines traditionnelles, cette plante est utilisée pour soigner le diabète, les brûlures, les mycoses cutanées, et pour baisser les taux d'acide urique et de cholestérol. La poudre des graines est utilisée par les amérindiens Taïwanos pour apaiser les irritations de la bouche liées à la mastication de feuilles de coca. Le jus est utilisé dans les soins de la peau et pour rendre les cheveux brillants.

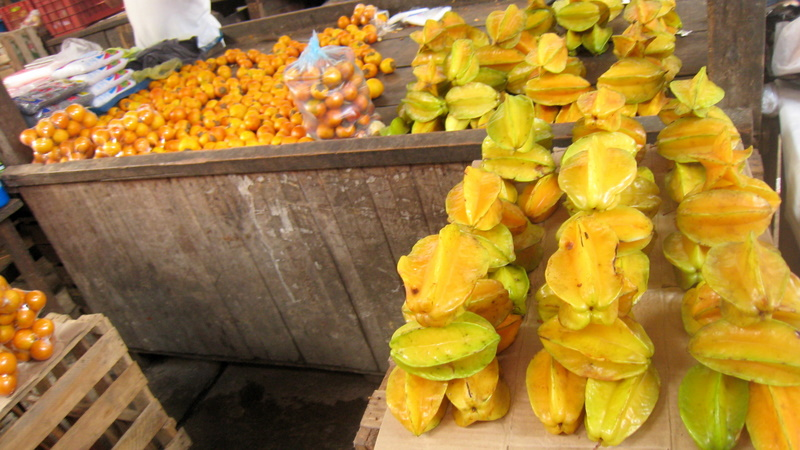
Fruits de cocona (et caramboles) sur l'étal du marché de Belen à Iquitos (Pérou).
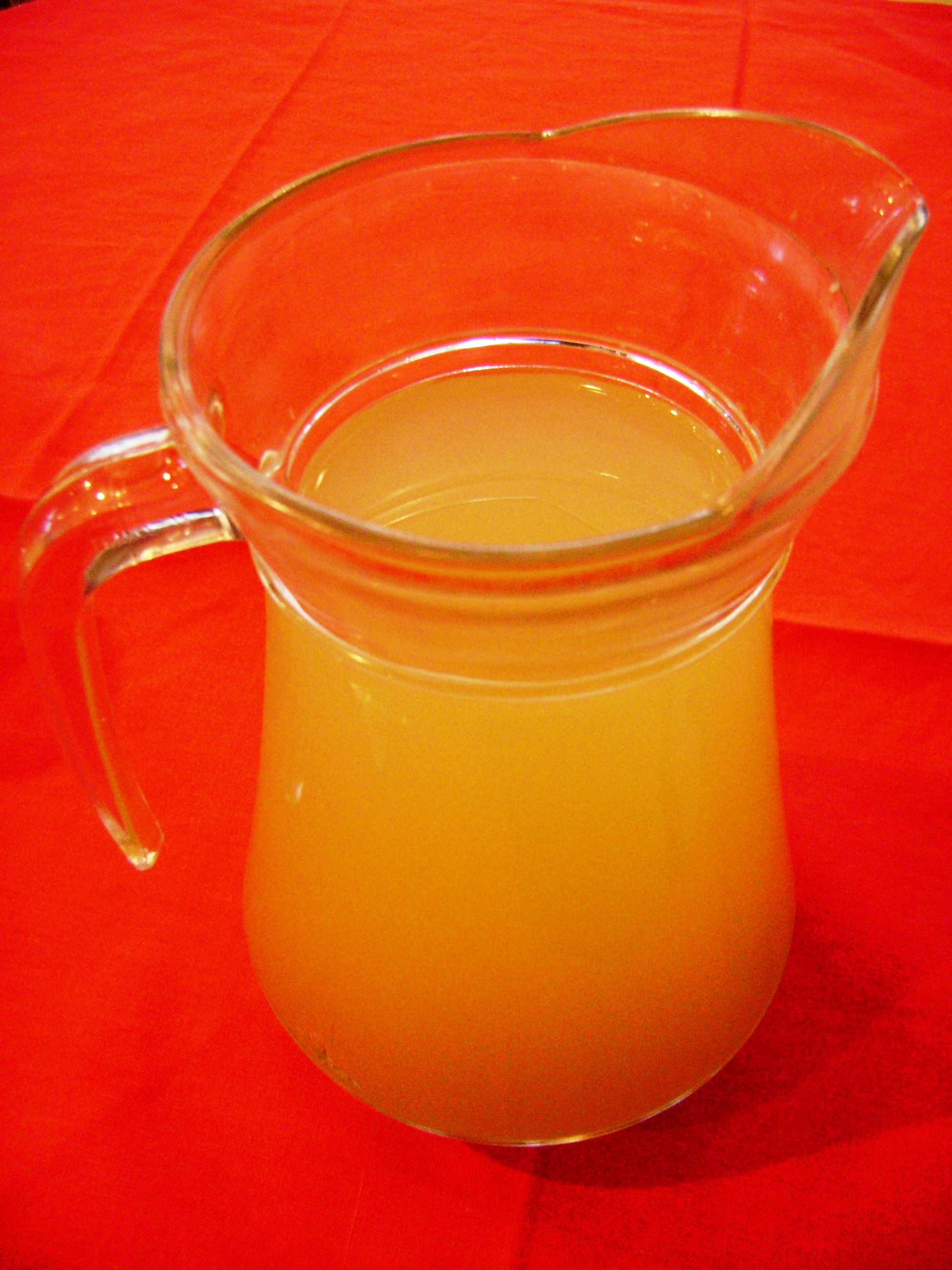
Jus de cocona au Pérou.
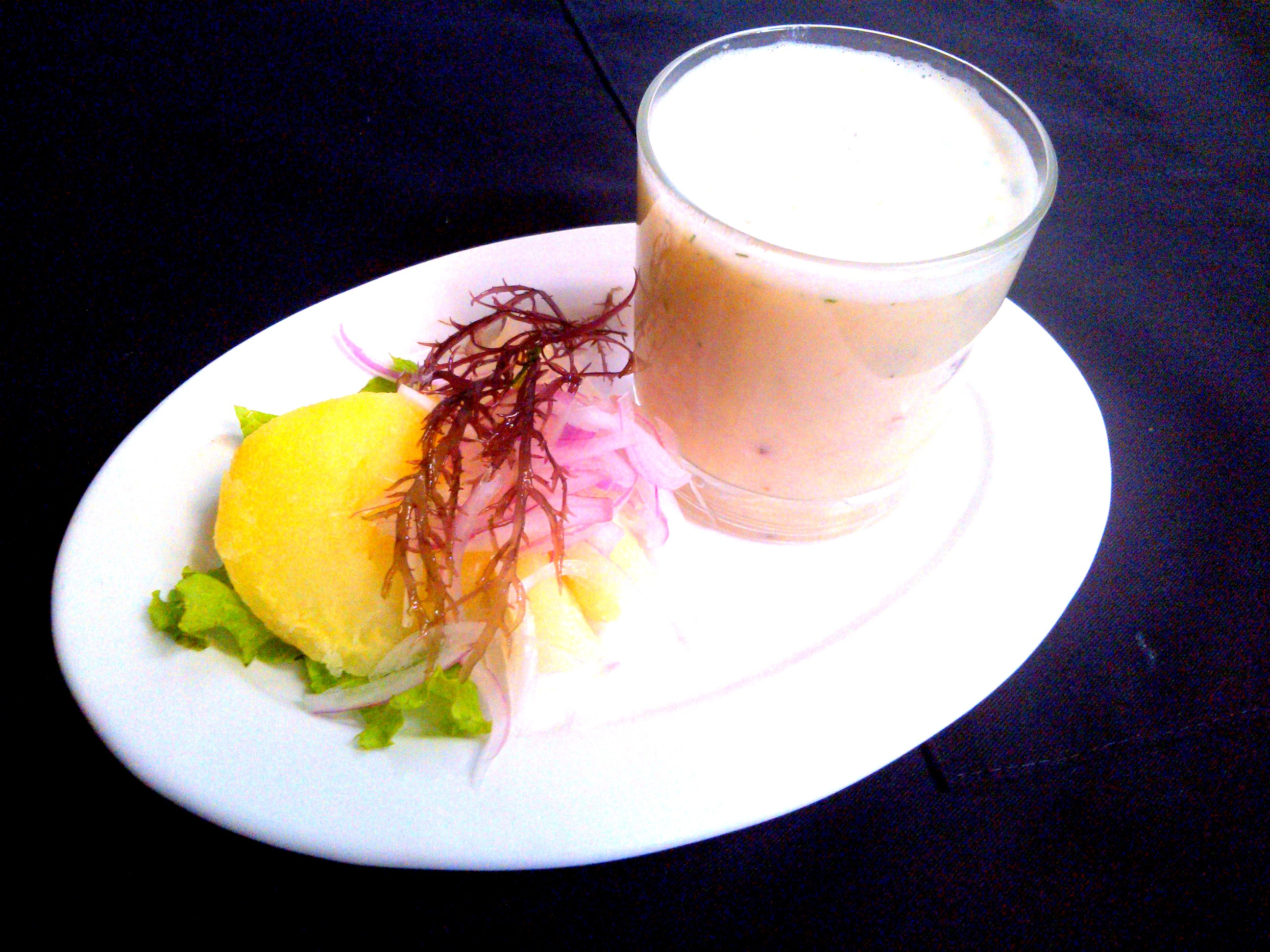
Jus de cocona au lait servi à Iquitos.

## Culture
Solanum sessiliflorum pousse sur les sols alluviaux et supporte les sols tropicaux, pauvres et acides. La germination des graines est favorisée par le passage à travers le tractus digestif humain. Il est adapté aux régions tropicales humides de basse altitude (<1000 m).
Il peut être cultivé en intérieur sous les climats tempérés comme plante ornementale. Il semble assez sensible aux acariens, et il est donc préférable d'éviter de le garder trop au sec pendant l'hiver. Comme la narangille, il est très sensible aux pucerons et aux nématodes. Comme diverses plantes subtropicales, il peut supporter des températures fraîches, mais ne résiste pas au gel. Pendant l'été, il peut être cultivé à l'extérieur ou dans une serre froide. Lorsqu'il est cultivé à partir de semences, il peut porter des fruits au bout de 9 à 24 mois.

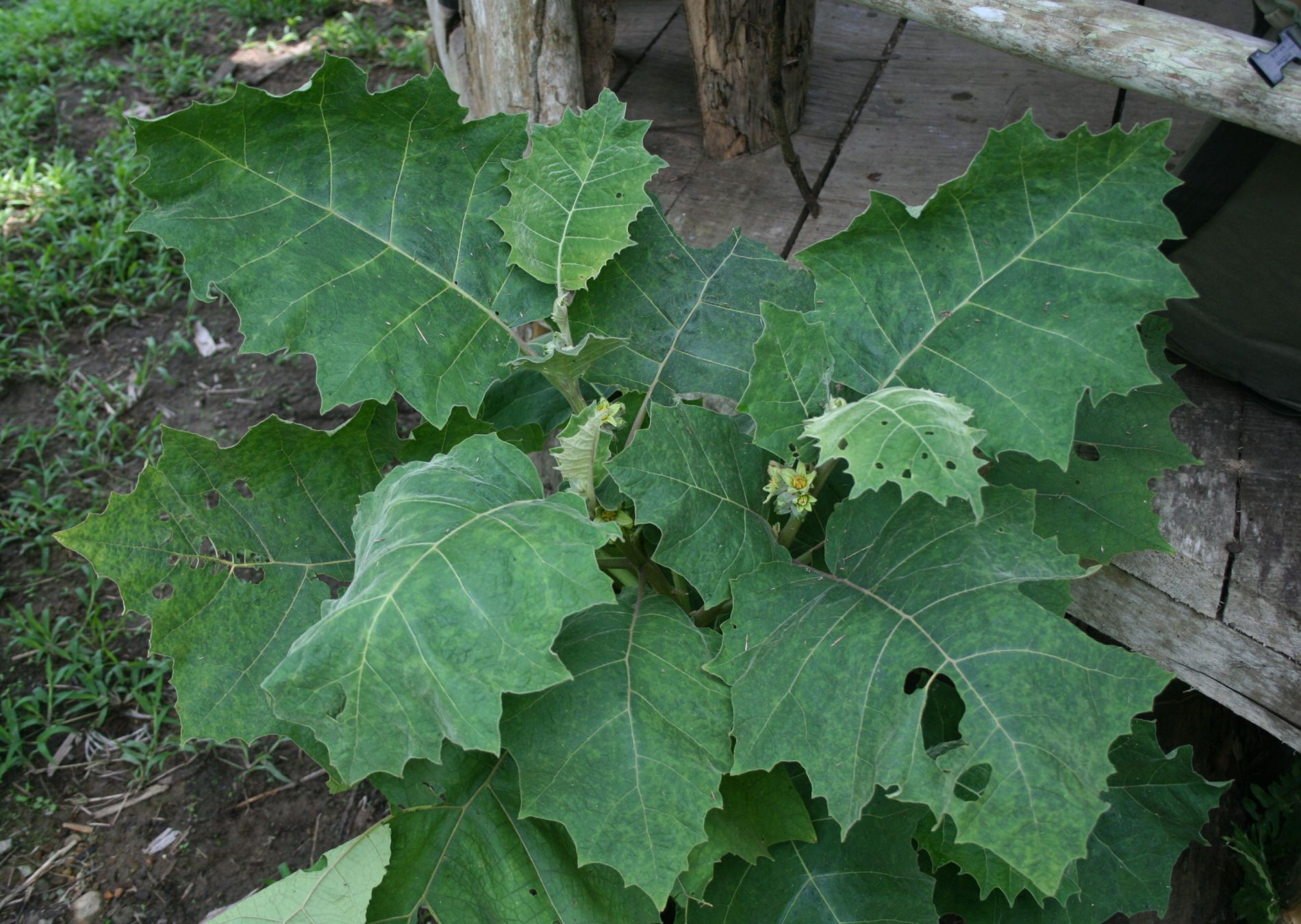
Feuillage de Solanum sessiliflorum au Costa Rica.
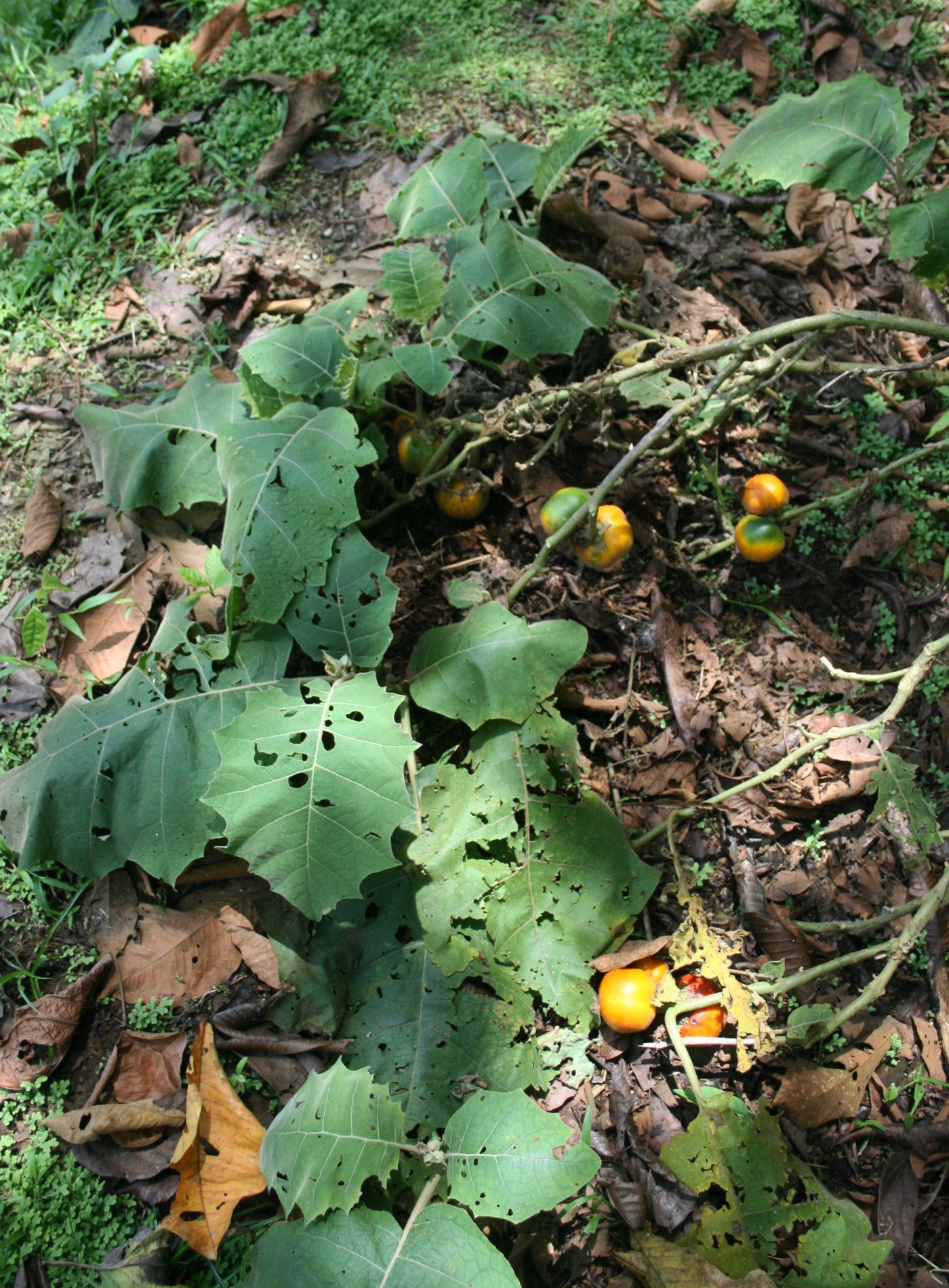
Pied de Solanum sessiliflorum et ses fruits.